# Accademia italiana della marina mercantile
L'Accademia italiana della marina mercantile (A.I.M.M.) è un istituto tecnico superiore (I.T.S.) per la mobilità sostenibile – settore trasporto marittimo e pesca - indirizzato all'alta formazione nel settore marittimo, con particolare riferimento alla formazione degli allievi ufficiali per condurli all'acquisizione di uno specifico diploma post-secondario (tecnico superiore per la mobilità delle persone e delle merci) in funzione dell'acquisizione del titolo professionale presso l'Autorità marittima nazionale (ufficiale di navigazione e di ufficiale di macchina).
Fondata nel 2005 a Genova su iniziativa della Provincia di Genova, dell'Istituto tecnico dei trasporti e logistica Nautico San Giorgio, di Confitarma e con il forte sostegno del Comando Generale delle Capitanerie di Porto, con un carattere pubblico e nazionale, è una Fondazione a maggioranza pubblica e senza fini di lucro, ma di diritto privato per ampliarne la partecipazione e assicurarne l'efficienza gestionale. Lo stemma ha 4 simboli, ovvero: l'elica (sezione macchine), l'ancora (sezione capitani), nodo di bitta (simboli degli ufficiali) e una stella (sezione hotel).
Il presidente dell'Accademia è Eugenio Massolo, mentre il direttore generale è Paola Vidotto.

## Storia
Negli anni 1980 e 1990 si verificò un drastico calo del personale marittimo; gli Istituti tecnici nautici sperimentarono una tale diminuzione degli iscritti, da fare temere la chiusura. Per correre ai ripari venne istituito il corso sperimentale "Nautilus". Negli anni ottanta inoltre veniva recepita la Convenzione internazionale IMO STCW che prevedeva ulteriori conoscenze teorico pratiche da aggiungere a quelle recepite nell'ambito della formazione scolastica tradizionale. Esperienze aggiuntive che l'allievo doveva acquisire autonomamente.
Secondo la normativa internazionale, il passaggio da allievo ufficiale (diplomato nautico) a ufficiale può avvenire, sulla base della STCW, ratificata dalla legge 21 novembre 1985, n. 739, dopo avere effettuato 12 mesi di navigazione in qualità di allievo su navi mercantili, avere sostenuto con esito favorevole un esame secondo il Codice STCW tabelle A (ufficiali di navigazione) e B (ufficiali di macchina) ed essere in possesso dei seguenti corsi:
- corso di elementary First Aid e First Aid;
- corso di sicurezza e salvataggio;
- corso di sicurezza personale e responsabilità sociale;
- corso di antincendio di base;
- corso di Antincendio avanzato;
- corso radar e radar arpa

L'aspirante ufficiale di macchina o di coperta, dunque, dopo il diploma presso l'istituto nautico doveva provvedere autonomamente all'acquisizione di questi titoli, rivolgendosi a soggetti formativi e di addestramento privati, nonché a curare privatamente la propria formazione, in vista dell'esame di abilitazione, secondo le specifiche di competenze previste dalla normativa nazionale e internazionale.
La creazione dell'accademia - avvenuta a Genova nel 2005 - è stata ispirata proprio da questa situazione, allo scopo di garantire da un lato il completamento della parte teorica e addestrativa degli allievi e dall'altro il collegamento con l'impresa. La Provincia di Genova ipotizzò la creazione di un'entità formativa di questo genere ed ottenne reazioni favorevoli dal mondo del lavoro (d'accordo Confitarma, la confederazione nazionale degli armatori, Fedarlinea l'omologa dell'armamento di Stato, CGIL, CISL e UIL settore trasporti marittimi) e da altri soggetti, attivi nell'ambito dell'economia e del mondo marittimo, tra cui Comando generale delle Capitanerie di Porto, ministero Infrastrutture e Trasporti e ministero dell'Istruzione, RINA (Registro navale), Fincantieri, Associazione degli agenti marittimi, Associazione degli industriali, Autorità portuali, rete degli istituti nautici e degli IPSIAM (Istituti professionali del mare).
La Provincia quindi acquisì anche i locali destinati ad ospitare l'Accademia: l'elegante Villa Candida, nel quartiere genovese di Albaro. La Provincia si occupò anche del restauro di Villa Candida e dell'allestimento delle prime infrastrutture (PC, arredi, attrezzature). L'Ente per l'addestramento di osservatori radar "Guglielmo Marconi", ospitato presso il "Padiglione B" della Fiera di Genova, venne anch'esso spostato nella stessa sede, allestita nell'estate del 2005, per una efficace sinergia nel settore certificativo.
L'Accademia è nata come Polo Formativo IFTS (Istruzione e Formazione Tecnica Superiore) della Regione Liguria per l'Economia del Mare, con la forma giuridica di società consortile a responsabilità limitata, no-profit, retta da un consiglio d'amministrazione nominato da un'assemblea dei soci, supportata gli altri organi quali il consiglio di indirizzo e valutazione.

## Struttura statutaria e organizzativa

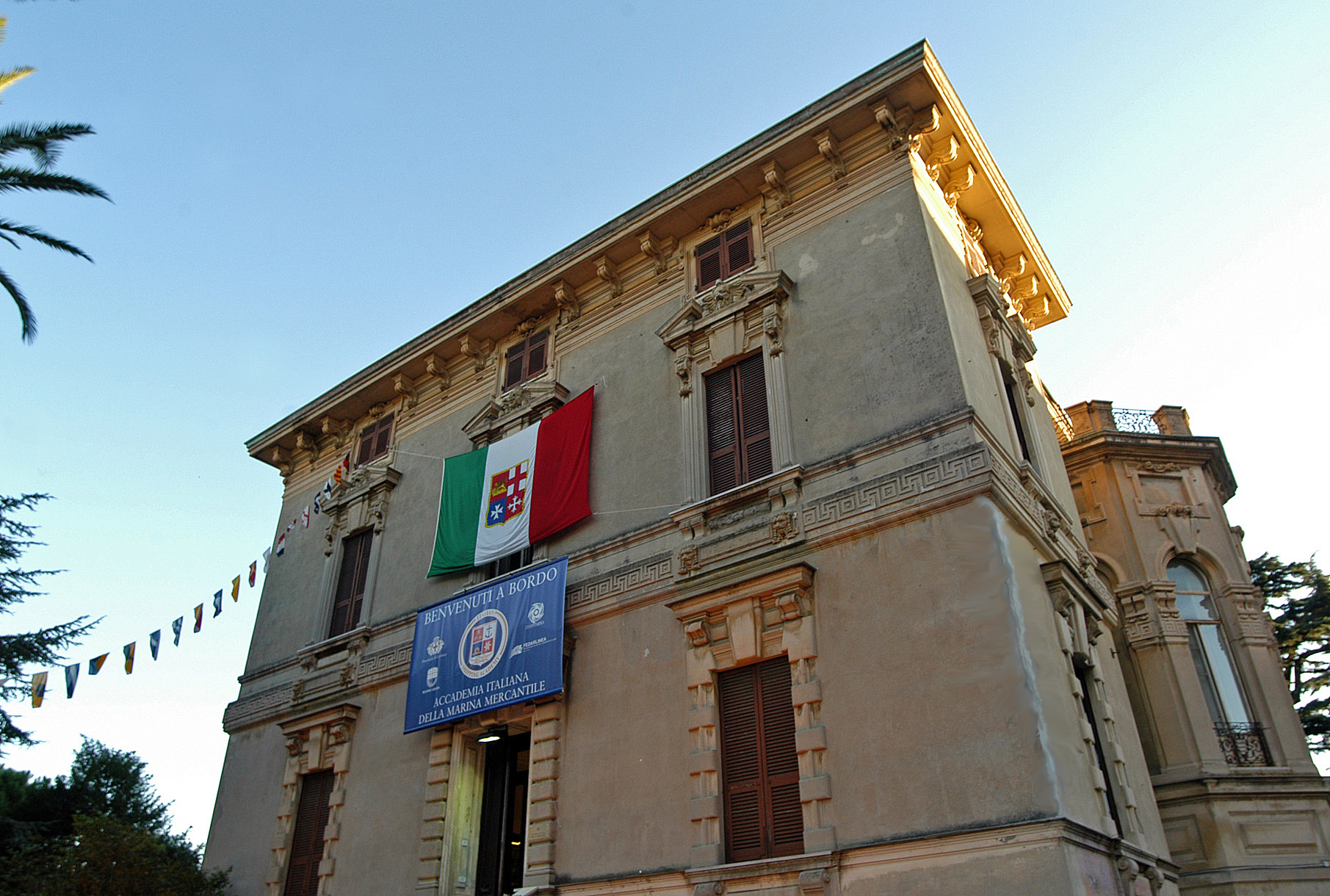
La sede di Villa Candida (Albaro, Genova)

L'accademia secondo lo statuto è retta da un consiglio d'amministrazione nominato da un'assemblea dei soci. Supporta gli altri organi il consiglio di indirizzo e valutazione.
I soci fondatori sono stati:
- Provincia di Genova
- Confitarma - Confederazione Italiana Armatori
- Fedarlinea - Associazione italiana dell'armamento di linea
- Autorità portuale di Genova
- Istituto tecnico nautico statale "San Giorgio"
- Fincantieri - Cantieri navali italiani s.p.a.
- Associazione agenti raccomandatari mediatori marittimi agenti aerei, Genova
- Associazione degli industriali della provincia di Genova
- FIT CISL - Federazione italiana trasporti settore marittimi
- RINA Training Factory S.p.A.
- CFLI - Consorzio Formazione Logistica Intermodale
- Collegio Provinciale Geometri e Geometri Laureati della Provincia di Genova
- Consorzio Formazione Polcevera
- Federpesca
- UCINA - Unione Cantieri Industrie Nautiche e Affini
- Università degli Studi di Genova

Il capitale sociale iniziale di 286.881 euro, per la maggior parte (51%) venne versato dalla Provincia di Genova.

## Offerta
L'iscrizione e la frequenza all'Accademia sono aperte a tutti i giovani in età compresa tra i 18 e i 26 anni, cittadini italiani e comunitari, che aspirano alla carriera del mare e hanno i requisiti per intraprenderli; vi si accede tramite selezione.
I percorsi ITS (Istruzione Tecnica Superiore) si collocano nell'ambito della recente istituzione, da parte del Ministero dell'Istruzione, dell'Università e della Ricerca, di un canale post-diploma, di durata biennale, volto a formare figure di alto profilo tecnico e tecnologico. 
Il progetto dell'Accademia si è strutturato subito secondo alcune precise direttive:
- qualità del percorso formativo e residenzialità
- gratuità per gli allievi ammessi;
- collegamenti effettivi con il mondo del lavoro;
- motore propulsivo di studi e iniziative sull'economia e i lavoratori marittimi

La gratuità dei corsi fu attuata utilizzando i finanziamenti per i corsi di Istruzione e formazione tecnica superiore (IFTS), da poco istituiti dal ministero dell'Istruzione con l'esplicita finalità di specializzare i giovani in specifici ambiti economici, per avvicinarli in modo concreto al mondo del lavoro. L'obbligo di garantire periodi di stage e tirocinio e il contatto con il mondo del lavoro erano i requisiti grazie ai quali l'Accademia poteva rientrare tra i corsi IFTS, che venivano finanziati dal MIUR e dalla Regione Liguria, che aprirono linee di finanziamento a livello sperimentale per le professioni nautiche. I finanziamenti statali hanno garantito la copertura necessaria alla gratuità di tutti i corsi.
Dal 2009, i corsi usufruiscono anche del concorso finanziario del Fondo Nazionale Marittimi.
Per rafforzare il senso di corpo e per affermare il livello accademico venne deciso che, sempre a spese dell'amministrazione dell'ente formativo, sarebbe stato fornito agli allievi un set completo per l'uniforme (estiva e invernale).
Confitarma, uno dei soci fondatori, promosse i rapporti con le società di navigazione associate per favorire l'imbarco, come allievi ufficiali, degli allievi dell'Accademia per periodi di dodici mesi (2), secondo il contratto collettivo nazionale di lavoro. La collaborazione venne formalizzata il 14 novembre 2005 da un accordo tra Confitarma e le sigle sindacali di settore (3).
In data 30 luglio 2010, l'Assemblea dei Soci dell'Accademia Italiana della Marina Mercantile ha deliberato all'unanimità la trasformazione da Società Consortile a Responsabilità Limitata in Fondazione, in attuazione del D.P.C.M. 25 gennaio 2008 “Linee guida per la riorganizzazione del sistema di Istruzione e formazione tecnica superiore e la costituzione degli istituti tecnici supe-riori” e relativa normativa statale e regionale di riferimento.
La denominazione completa della neonata Fondazione è la seguente: "Fondazione-Istituto Tecnico Superiore per la mobilità sostenibile nei settori dei trasporti marittimi e della pesca – Accademia Italiana della Marina Mercantile", indicata in sintesi come "Fondazione Accademia Italiana della Marina Mercantile".
Gli organi della Fondazione sono: il Consiglio di indirizzo, la Giunta esecutiva, il Presidente, il Comitato tecnico-scientifico, l'Assemblea di partecipazione, il Revisore dei conti.
I finanziamenti, su base triennale, sono erogati dal ministero della Pubblica Istruzione, dalla Regione Liguria, dal fondo Nazionale Marittimi.

## Corsi

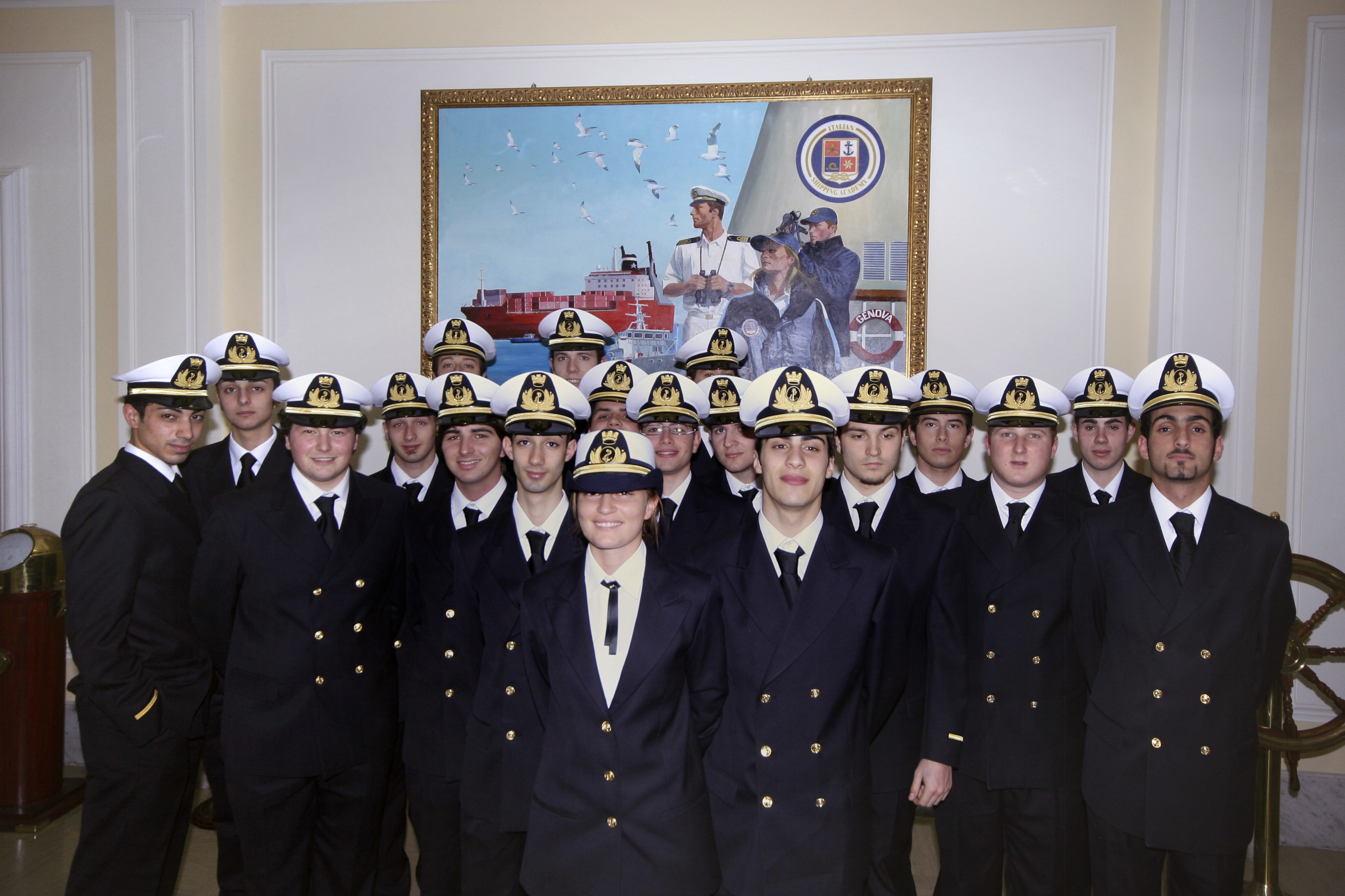
Alcuni allievi dell'Accademia italiana della marina mercantile.

All'Accademia si accede tramite selezione pubblica per esami, aperta a tutti i cittadini dell'Unione europea di età compresa tra i 18 e i 26 anni, in possesso di diploma di istituto tecnico nautico o istituto professionale del mare, o titolo di studio riconosciuto come equipollente dagli uffici competenti delle capitanerie di porto (in base al D.Lgs. n 198 dell'11 aprile 2006)
Le prove d'ingresso sono costituite da un compito scritto (quiz a risposta chiusa) di carattere eminentemente tecnico (per capitano o per macchinista), cui si aggiunge un breve compito di lingua inglese e 2 test di attenzione e logica al computer. Il candidato che supera la prova scritta viene ammesso alla prova orale, un colloquio di tipo psicoattitudinale.
Il numero di allievi ammessi viene deciso anno per anno insieme all'armamento italiano, che dà indicazioni sulla base del fabbisogno di ufficiali previsto per gli anni a venire.
Il 20% dei posti disponibili ad allieve di sesso femminile. Una riserva del 30% è destinata alle persone occupate, per garantire occasioni di miglioramento nella posizione professionale. A partire dalla selezione 2007 è stata attivata una riserva del 10% per i militari della Marina militare italiana in ferma prefissata o volontaria congedati senza demerito. La riserva scatta solo in caso di accertata idoneità (quindi dopo le prove di selezione) e in caso di pari merito, fino alla copertura della percentuale dei posti disponibili.
I corsi, attivi dal novembre 2005, riguardano tre specialità professionali:
- ufficiale di navigazione, sezione coperta
- ufficiale di navigazione, sezione macchina
- ufficiale commissario di bordo (4)

I corsi sono biennali, e vengono strutturati secondo un'alternanza di periodi d'aula, periodi di riposo e periodi di imbarco (training on board).
I periodi d'aula comprendono corsi presso la sede dell'Accademia per i diversi indirizzi di studio; essi comprendono il completamento della cultura teorica prevista dal Codice della STCW. Gli allievi si giovano anche delle attrezzature e strutture dell'Ente radar, che ha sede nello stesso stabile. Le ore complessive di lezione per gli aspiranti capitani di lungo corso sono 1.100, quelle per gli aspiranti ufficiali di macchina sono 900. Il monte ore complessivo viene diviso in moduli di durata variabile.
I periodi di riposo precedono e seguono i periodi d'imbarco, e hanno durate variabili.
I periodi di imbarco si svolgono a bordo di navi battenti bandiera italiana, di diverse tipologie: passeggeri, chimichiere, gasiere, merci, traghetti. Si svolgono per periodi di circa quattro mesi, durante i quali il giovane riceve il trattamento di allievo ufficiale. L'esperienza a bordo viene registrata nel "cadet record book", che accompagna l'addestramento a bordo di tutti gli allievi.
Oltre ai corsi istituzionali finanziati dal ministero dell'Istruzione, l'Accademia organizza o ospita corsi di prima formazione e di formazione continua sempre inerenti all'ambito marittimo.